# Palestyna pod panowaniem krzyżowców
Palestyna pod panowaniem krzyżowców przebywała w okresie od 1099 do 1291 roku.

## Historia

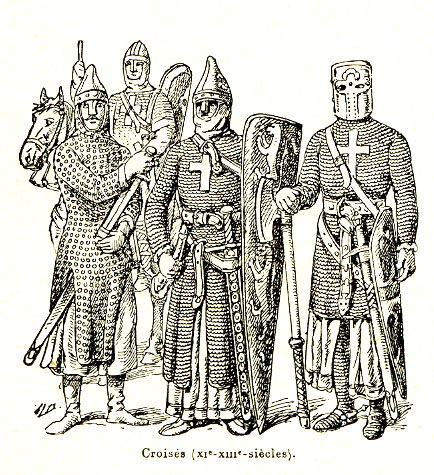
Krzyżowcy

### Rys ogólny
Powstanie i szybki rozwój tureckiego sułtanatu seldżuckiego spowodowało, że Turcy Seldżuccy przejęli kontrolę nad całym Bliskim Wschodem łącznie z Jerozolimą, do której w 1079 roku sułtan Sulejman zabronił wstępu chrześcijanom wszystkich wyznań.
Pobudziło to chrześcijańską Europę do zorganizowania I wyprawy krzyżowej, która była prowadzona w latach 1096–1099, głównie siłami rycerzy lotaryńskich (w Bizancjum i na Bliskim Wschodzie nazywanych „Frankami”) oraz normańskich i prowansalskich.
Zwycięzcy ustanowili chrześcijańskie Królestwo Jerozolimskie, które obejmowało dawną Fenicję, Syrię i Palestynę. Było to klasyczne państwo feudalne z systemem lennym. Było ono lennem stolicy apostolskiej.

### Historia Palestyny

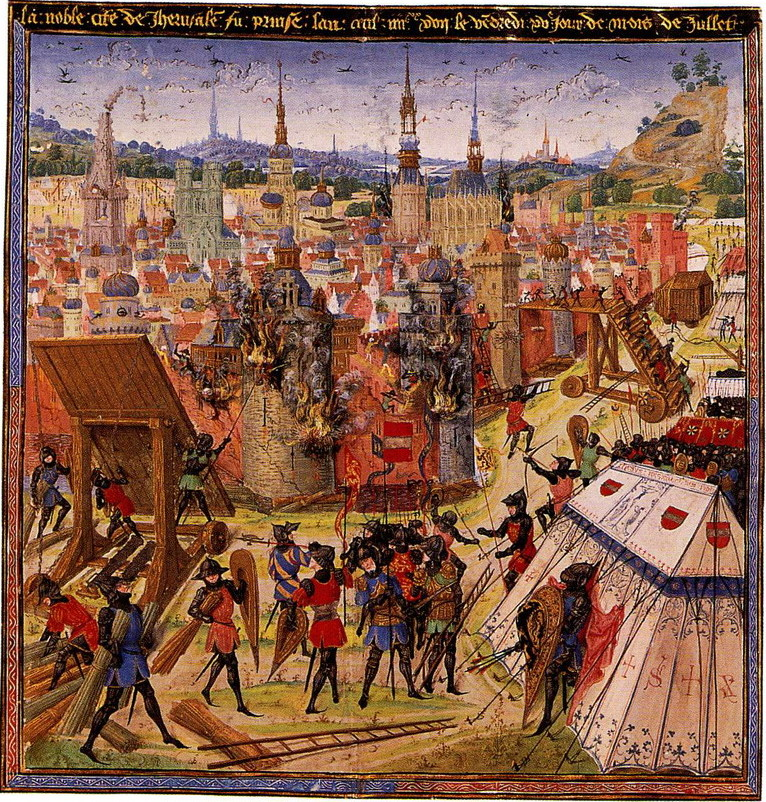
Zdobycie Jerozolimy przez krzyżowców w 1099 roku

Fatymidzi na początku 1098 roku pokonali szybkim szturmem turecką załogę Jerozolimy i przejęli kontrolę nad tym miastem, ogłaszając jego ponowne otwarcie dla chrześcijan.
W 1099 roku krzyżowcy zdobyli Jerozolimę (15 lipca 1099). Po zdobyciu Jerozolimy krzyżowcy dokonali rzezi obrońców i mieszkańców miasta. Zabito kilka tysięcy mieszkańców, Muzułmanów i Żydów (Żydów spalono uwięzionych w budynku synagogi).
W niecały miesiąc po bitwie, 12 sierpnia 1099, krzyżowcy pokonali idącą na pomoc Jerozolimie armię fatymidzką pod Askalonem, co ostatecznie przesądziło o zwycięstwie I krucjaty.
W Palestynie zostało utworzone Królestwo Jerozolimskie, którego pierwszym władcą został Gotfryd de Bouillon.

Państwa krzyżowców na Bliskim Wschodzie w 1135 roku

W 1181 roku książę Antiochii, Renald de Châtillon, samowolnie zerwał zawieszenie broni z muzułmańskim sułtanem Saladynem i rozpoczął działania wojenne na Morzu Czerwonym. Między innymi napadnięto na statek pielgrzymujących do serca Islamu, Mekki. Wywołało to natychmiastową reakcję świata muzułmańskiego, który zjednoczył się pod wodzą sułtana Saladyna.
W 1186 roku sułtan Saladyn zażądał od króla Królestwa Jerozolimskiego Gwidona z Lusignan wypłacenia odszkodowania i zwrotu łupów zagrabionych przez Renalda de Châtillon. Wobec jego odmowy rozpoczęła się wojna. Krzyżowcy ponieśli klęskę w bitwie pod Hittin (1187) i utracili Tyberiadę, Akkę i Jaffę. W 1187 roku sułtan wkroczył do Jerozolimy.
Siły angielskie i francuskie (III wyprawa krzyżowa) w 1191 roku zdobyły twierdzę Akkę, a następnie pas nadmorski z Cezareą i Jaffą. Królem odbudowywanego Królestwa Jerozolimskiego ponownie został Gwidon z Lusignan. W toku dalszych działań krzyżowcy uzyskali korzystny pokój (1192) z sułtanem Saladynem, dającym swobodny dostęp Chrześcijanom do miejsc świętych w Palestynie.
Wyprawa Fryderyka II odzyskała Jerozolimę w 1229 roku. W 1239 roku krzyżowcy zawarli sojusz z Syrią przeciwko Egiptowi, i wykorzystując spory pomiędzy muzułmanami przejęli kontrolę nad całą Galileą. W 1240 roku przejęli kontrolę nad Górą Tabor.
W 1244 roku nastąpiła ostateczna utrata Jerozolimy.
W 1291 upadła ostatnia twierdza krzyżowców w Palestynie, Akka. W ten sposób zakończyła się historia Królestwa Jerozolimskiego.

#### Kolejni władcy Królestwa Jerozolimskiego
- Gotfryd de Bouillon (1099–1100)

Herb Królestwa Jerozolimskiego

- Baldwin I z Boulogne (1100–1118) – poszerzył on terytorialnie królestwo, zdobywając Akkę, Sydon, oraz Bejrut. Podporządkował królestwu także pozostałe państwa chrześcijańskie jako lenna: Hrabstwo Edessy, które sam utworzył, Księstwo Antiochii oraz Hrabstwo Trypolisu
- Baldwin II z Bourcq (1118–1131) – w 1124 zdobył i włączył do królestwa Tyr
- Melisanda i jej mąż Fulko (1131–1143). Po śmierci Fulko dalej panowała jego żona
- Melisanda ze swoim synem Baldwinem III (1143–1153)
- Baldwin III (1143–1162)
- Amalryk I (1162–1174)
- Baldwin IV Trędowaty (1174–1185) – w tym czasie w Królestwie Jerozolimskim rozpoczęły się walki stronnictw o przejęcie władzy nad Królestwem
- Baldwin V (1185–1186)
- Sybilla i Gwidon z Lusignan (1186–1192) – krzyżowcy ponieśli klęskę w bitwie pod Hittin (1187) i utracili Tyberiadę, Akkę, Jaffę i Jerozolimę
- Izabela Jerozolimska i Konrad z Montferratu (1192) – Konrad został skrytobójczo zamordowany w Tyrze przez członków islamskiej sekty asasynów (28 kwietnia 1192)
- Izabela Jerozolimska i Henryk II z Szampanii (1192–1197)
- Izabela Jerozolimska i Amalryk II (1197–1205)
- Maria z Montferratu (1205–1212)
- Jolanta Jerozolimska i Jan z Brienne (1205–1225)
- Jolanta Jerozolimska i Fryderyk II (1225–1228)
- Konrad II (1228–1254) – w latach 1229–1244 przejściowo odzyskano Jerozolimę
- Konrad III (1254–1268)
- Hugo I (1268–1284)
- Karol z Anjou (1277–1285)
- Jan II (1284–1285)
- Henryk II Cypryjski (1285–1291)